# Medauroidea extradentata
Medauroidea extradentata (vroeger: Baculum extradentatum, ook bekend als de Vietnamese wandelende tak) (PSG: 5) is een insect uit de orde van de Phasmatodea (wandelende takken) en komt voor in het zuiden van Vietnam.
Ze planten zich vooral geslachtelijk voort, maar maagdelijke voortplanting kan ook voorkomen. De nakomelingen bij maagdelijke voortplanting zijn enkel vrouwelijk. Eitjes komen na één tot twee maanden uit en na ongeveer vijf maanden zijn de dieren volwassen. Volwassen vrouwtjes worden 9 cm groot, volwassen mannetjes zijn 7 cm groot.

## Galerij

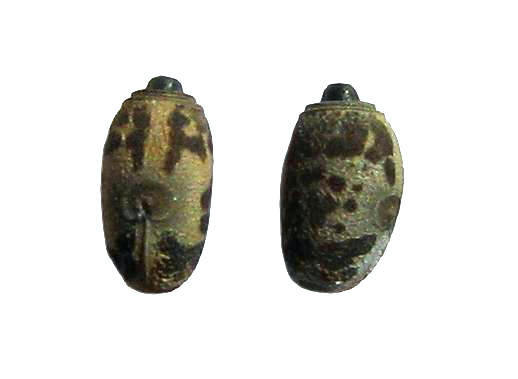
Eitjes
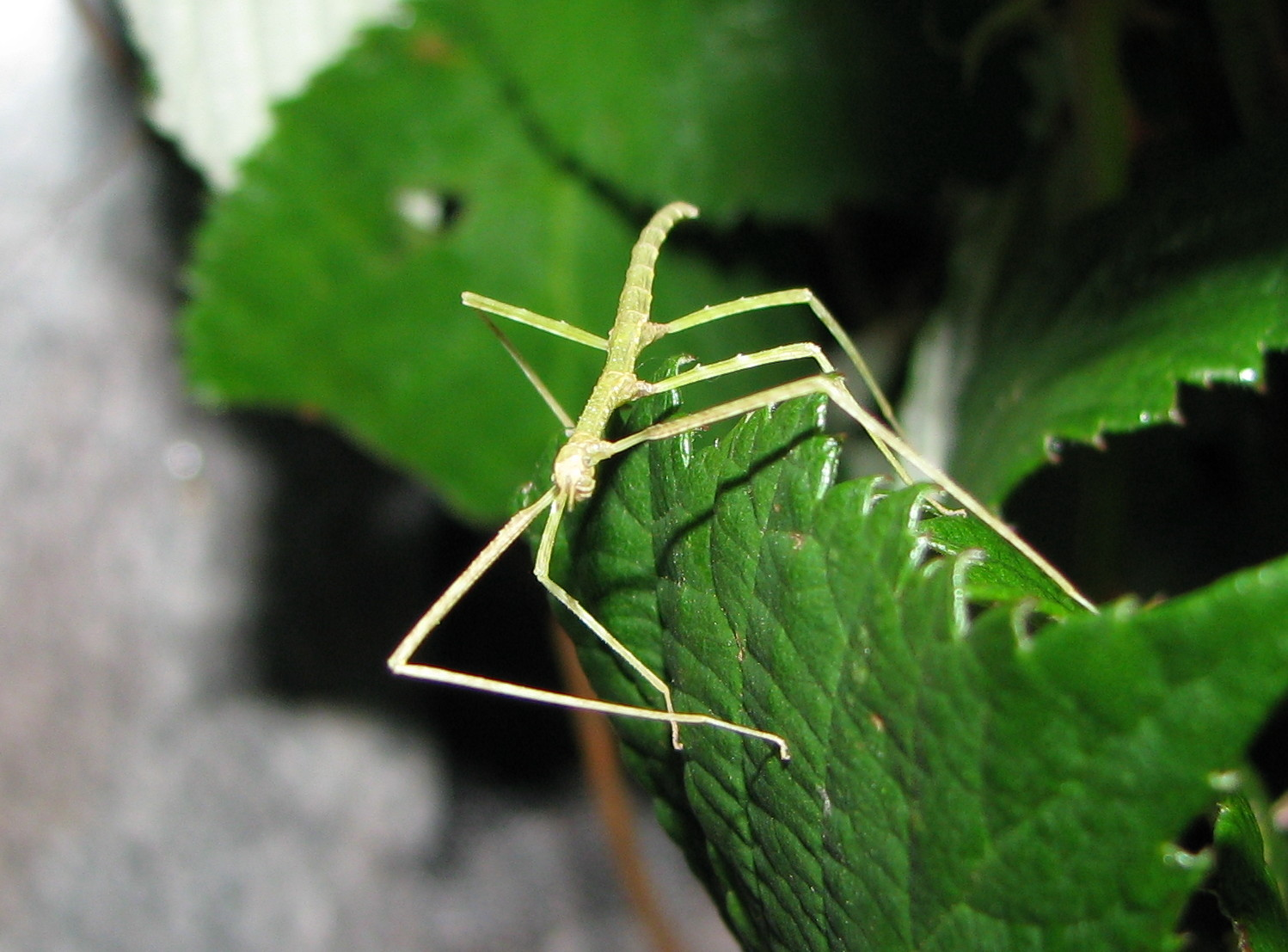
Nimf
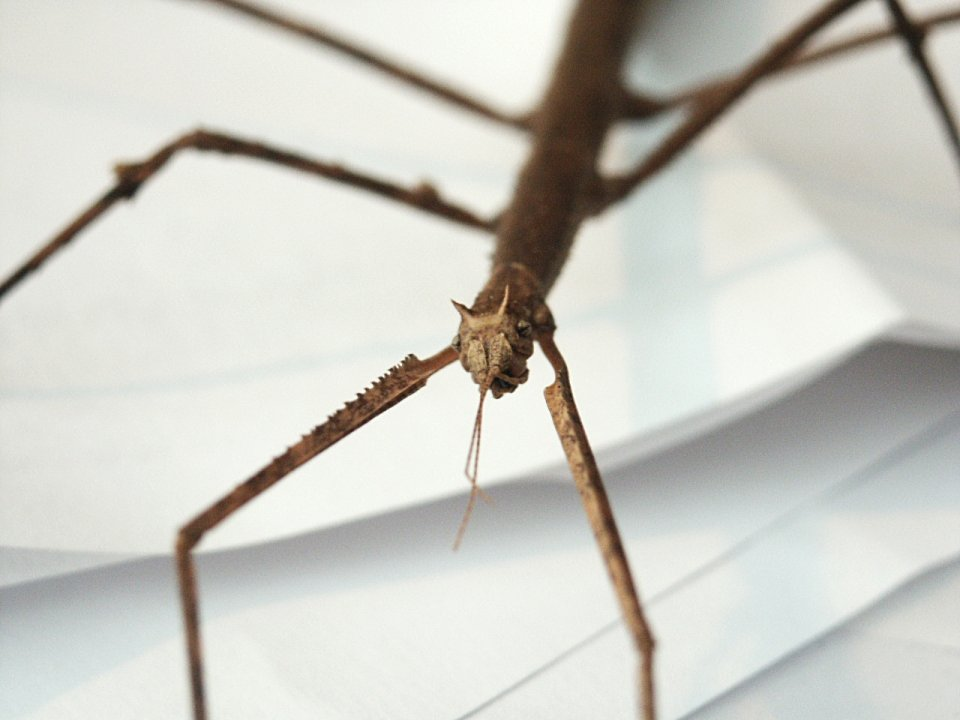
Volwassen vrouwtje
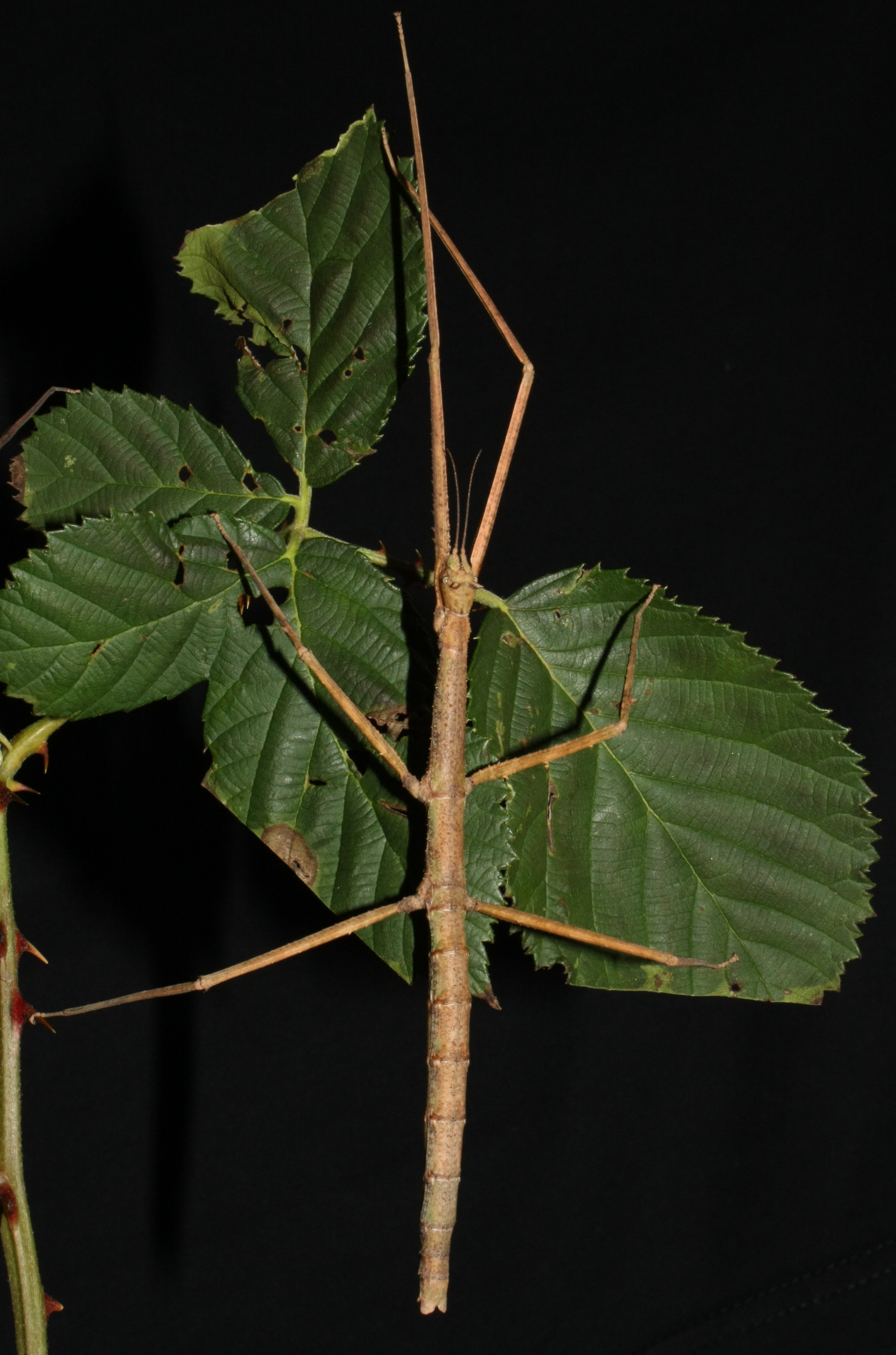
Volwassen vrouwtje